# Materia de Bretaña
La Materia de Bretaña, Mito artúrico o Leyenda arturiana es el nombre colectivo que reciben una serie de textos escritos durante la Edad Media, sobre las tradiciones celtas y la historia legendaria de las islas británicas y de Bretaña, especialmente aquellas centradas en el rey Arturo y los Caballeros de la Mesa Redonda. El poeta francés del siglo XII Jean Bodel creó el nombre según las líneas de su poema épico Chanson des Saisnes (“Canción de los sajones”):

Ne sont que III matières à nul homme atandant,
De France et de Bretaigne, et de Rome la grant.
‘Hay tres ciclos literarios de los que ningún hombre debería carecer:
la materia de Francia, de Bretaña, y de la gran Roma.’
Jean Bodel, Chanson des Saisnes

El nombre diferencia la Materia de Bretaña de las otras materias: los temas mitológicos tomados de la antigüedad clásica forman la Materia de Roma; y las historias de los paladines de Carlomagno y sus guerras contra los moros y los sarracenos forman la Materia de Francia. Así, mientras que Arturo es el tema principal de la Materia de Bretaña, otras historias legendarias menos conocidas de las islas británicas, como las de Bruto de Troya, el Viejo Rey Coel, el rey Lear y Gogmagog, se incluyen también en los temas tratados por la Materia de Bretaña.

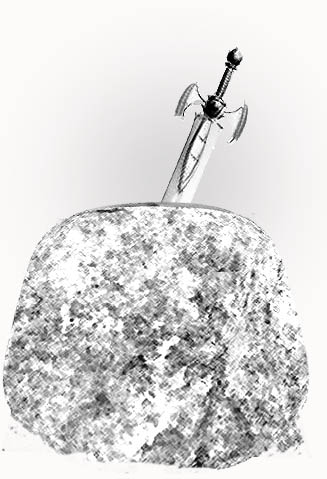
Ilustración de Britton LaRoche. En la mitología galesa, la espada de Arturo se conoce como Caledfwlch.

## Temas y elementos

### Historia legendaria de Bretaña
Comúnmente, se cree que esta historia legendaria fue creada para que sirviera de base para el patriotismo mitológico de la isla.
La Historia Brittonum, la fuente más antigua que se conoce de la historia de Bruto de Troya (también llamado Bruto de Bretaña), pudo haber sido creada para poseer una genealogía de varios príncipes escoceses del siglo IX. Se desconoce quién escribió originalmente esta historia, debido a que existieron varias revisiones, aunque se considera generalmente a Nennius como el autor de estas. Esta historia logró gran aceptación debido a que su escritor creó una unión entre Bruto y la diáspora de los héroes luego de la guerra de Troya, lo cual fue un valioso material usado por los posteriores mitógrafos como Godofredo de Monmouth, Michael Drayton y John Milton, quienes lo utilizaron para conectar las islas británicas con la era heroica de la literatura griega. Ya Virgilio, por ejemplo, había unido la fundación mítica de Roma con la guerra de Troya en la Eneida. Godofredo de Monmouth también presentó la imaginaria historia de que el nombre de la tribu celta de los Trinovantes provenía de Troi-novant, o la 'Nueva Troya'.
Otras versiones más especulativas unen la mitología celta con varios gobernantes e incidentes narrados por Godofredo de Monmouth en su Historia Regum Britanniae. Se ha sugerido que, por ejemplo, Leir de Bretaña, quien posteriormente sería el Rey Lear de Shakespeare, era originalmente el dios marino irlandés Lir. Muchas deidades celtas fueron identificadas con personajes artúricos, como por ejemplo Morgana Le Fay, a quien algunos expertos asocian con la diosa irlandesa de la guerra Morrigan y otros con Modron, una deidad galesa de las aguas. Muchas de estas identificaciones vinieron de las especulaciones de la comparación de religiones a finales del siglo XIX, algo que continuó en los años más recientes.
Al parecer, William Shakespeare estaba claramente interesado en la historia legendaria de Bretaña, así como también en sus variantes más oscuras. Las obras de Shakespeare contienen varias historias relacionadas con estos reyes legendarios, como el Rey Lear y Cimbelino. Se cree que el maestro galés de Shakespeare, Thomas Jenkins, le presentó este material, y también quizá lo animó a leer a Godofredo de Monmouth. Estas historias también figuran en las Crónicas de Inglaterra, Escocia e Irlanda de Raphael Holinshed, quien también parece ser la fuente del Macbeth de Shakespeare. Un maestro galés aparece como el personaje de Sir Hugh Evans en Las alegres comadres de Windsor.
Otros autores también usaron las primeras historias de Arturo y las fuentes pseudo-históricas de la Materia de Bretaña. Los escoceses, por ejemplo, formularon una historia mítica en las líneas reales de los Pictos y los Dalriada. Si bien son líneas veraces (a diferencia de las de Godofredo), los orígenes son tenues e incorporan detalles de tanto la historia mítica bretona e irlandesa. La historia de Gabrán, en especial, incorpora elementos de ambas mitologías.
El ciclo literal arturiano es la parte más conocida de la Materia de Bretaña. Su reconocimiento se debe a que narra dos historias entrelazadas que intrigaron a varios autores posteriores. Una trata sobre Camelot, usualmente visualizada como una utopía llena de virtud caballeresca, algo que posteriormente sería revertido por los errores de Arturo y Sir Lancelot. La otra historia habla acerca de las búsquedas del Santo Grial por varios caballeros, algunas que fueron exitosas (como las de Galahad, Bors o Percival), mientras que otros fallaron (como Sir Lancelot).

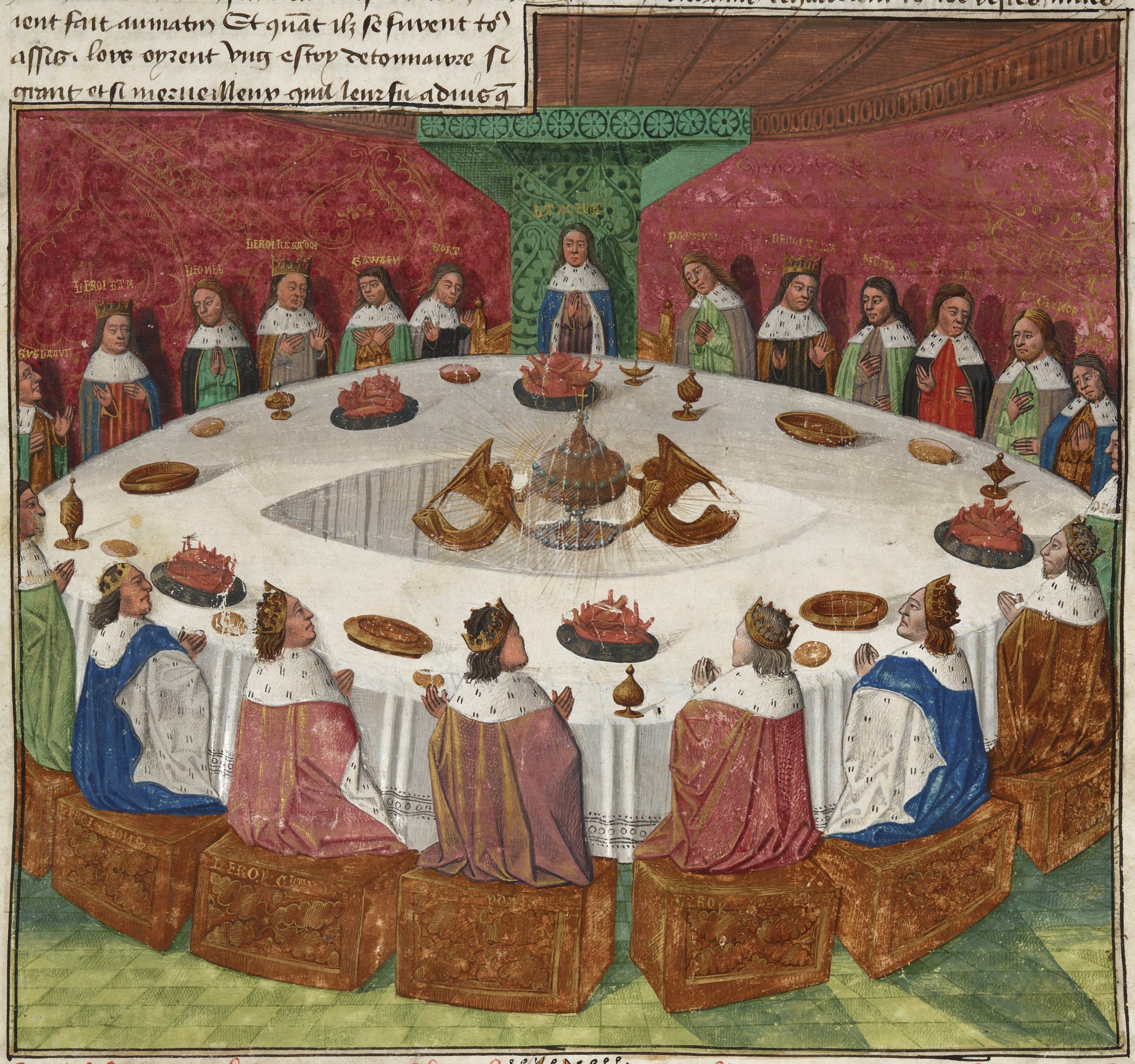
El Rey Arturo y los Caballeros de la Mesa Redonda.

Las historias medievales de Arturo y sus Caballeros están llenas de temas cristianos, los cuales tratan acerca de la destrucción de los virtuosos planes humanos debido a las fallos morales de los personajes, y la búsqueda de una importante reliquia cristiana. Finalmente, tratan relaciones de amor cortés entre los personajes, como Lancelot y Ginebra, o Tristán e Isolda. En los años recientes, hubo una tendencia de unir las historias del Rey Arturo y sus caballeros con la mitología celta, en versiones reconstruidas a principios del siglo XX, plenamente románticas.
Además, es posible considerar a la literatura artúrica en general como especial, ya que aquellas historias acerca del Grial son consideradas como una alegoría para el desarrollo humano y el crecimiento espiritual (un tema explorado por Joseph Campbell, entre otros autores).

## Personajes y temas

### Reyes legendarios y fundadores
| - Bruto de Troya (o Bruto de Bretaña) - Corineo - El Viejo Rey Cole - Cimbelino | - Leir de Bretaña (el Rey Lear de Shakespeare) - Cassivellaunus - Caradocus | - Ambrosio Aureliano - Uther Pendragon - Cadwallader |

### El Rey Arturo y los principales elementos de su leyenda
| - Rey Arturo - La Mesa Redonda - Ginebra, esposa de Arturo - Merlín, mago y consejero de Arturo - Fata Morgana, media hermana de Arturo, alumna de Merlín - Morgause, media hermana de Arturo, mujer del rey Lot - Camelot, la capital de Arturo | - Excálibur, la espada mágica de Arturo - Dama del Lago, maga amada de Merlín, dueña de Excálibur - El Santo Grial, cáliz místico del que bebió Jesucristo - Ávalon, el lugar del descanso de Arturo - Uther Pendragon, padre de Arturo - Igraine, madre de Arturo - Sir Héctor, padre adoptivo de Arturo | - Mordred, hijo incestuoso y enemigo de Arturo - Lancelot, caballero de Arturo, amante de Ginebra - Galahad, hijo de Lancelot, el cual encuentra el Santo Grial - Gawain, caballero de Arturo, hijo de Lot y Morgause - Gorlois, primer esposo de Igraine, padre de Morgause y Morgana |

### Los Caballeros de la Mesa Redonda
| - Lancelot del Lago - Galeotto - Galahad - Tristán - Gawain - Perceval - Bors | - Geraint - Gareth - Kay - Lamorak - Gaheris - Bedivere - Agravain | - Sagramore - Calogrenant - Ywain - Erec - Pelleas - Palamedes - Dinadan |

## Autores notables

### Medievales
| - Béroul - Chrétien de Troyes - Geoffrey Chaucer - Godofredo de Monmouth - Hartmann von Aue | - Layamon - Thomas Malory - María de Francia - Nennius - Robert de Boron | - Taliesin - Tomás de Inglaterra - Wace - Wolfram von Eschenbach |

### Modernos
| - René Barjavel - Marion Zimmer Bradley - Gillian Bradshaw - Bernard Cornwell - Michael Drayton - Harold Foster - Parke Godwin - Raphael Holinshed - Helen Hollick - Bernard Cornwell - Nancy Springer | - David Jones - Debra A. Kemp - Stephen R. Lawhead - Rosalind Miles - William Shakespeare - Edmund Spenser - John Steinbeck - Mary Stewart - Persia Woolley - Nancy McKenzie - Phylis Ann Karr | - Lord Tennyson - Mark Twain - Charles White - T. A. Barron - T. H. White - Jack Whyte - Charles Williams - Elizabeth Wein - Anna Elliott - Joan Wolf - Fay Sampson |

### Anónimos
| - El Ciclo de Lanzarote-Grial - El Mabinogion | - Sir Gawain y el Caballero Verde - El Ciclo Post-Vulgata (posterior a Lanzarote-Grial) | - El romance en prosa Tristán |

## Reyes derivados de Godofredo de Monmouth
Godofredo de Monmouth sincronizó algunos de sus reyes con personas y eventos de la Biblia, y de las leyendas griegas, romanas e irlandesas, así como de la historia. Estos se presentan en la columna "sincronización".
| Britania (Pre-Inglaterra)                                                                            | Caledonia (Pre-Escocia)                                                                | Cambria (Pre-Gales)                                                                    | Dumnonia (Pre-Cornualles)                                                              | Sincronización                                                                      |
| --- | -------------------------------------------------------------------------------------- | -------------------------------------------------------------------------------------- | -------------------------------------------------------------------------------------- | ----------------------------------------------------------------------------------- |
| Bruto I (24 años)                                                                                    | Bruto I (24 años)                                                                      | Bruto I (24 años)                                                                      | Corineo                                                                                | Eli, Eneas                                                                          |
| Locrinus (10 años)                                                                                   | Albanactus                                                                             | Kamber                                                                                 | Gwendolen                                                                              |                                                                                     |
| Gwendolen (15 años)                                                                                  |                                                                                        |                                                                                        |                                                                                        |                                                                                     |
| Maddan (40 años)                                                                                     | Maddan (40 años)                                                                       | Maddan (40 años)                                                                       | Gwendolen                                                                              | Samuel (profeta), Eneas, Homero                                                     |
| Mempricius (20 años)                                                                                 | Mempricius (20 años)                                                                   | Mempricius (20 años)                                                                   | Mempricius (20 años)                                                                   | Saúl, Euristeo                                                                      |
| Ebraucus (40 o 60 años)                                                                              | Ebraucus (40 o 60 años)                                                                | Ebraucus (40 o 60 años)                                                                | Ebraucus (40 o 60 años)                                                                | David                                                                               |
| Brutus II Greenshield (12 años)                                                                      |                                                                                        |                                                                                        |                                                                                        |                                                                                     |
| Leil (25 años)                                                                                       | Leil (25 años)                                                                         | Leil (25 años)                                                                         | Leil (25 años)                                                                         | Salomón                                                                             |
| Rud Hud Hudibras (39 años)                                                                           | Rud Hud Hudibras (39 años)                                                             | Rud Hud Hudibras (39 años)                                                             | Rud Hud Hudibras (39 años)                                                             | Hageo (profeta), Amos (profeta), Joel, Azarías                                      |
| Bladud (20 años)                                                                                     | Bladud (20 años)                                                                       | Bladud (20 años)                                                                       | Bladud (20 años)                                                                       | Elías                                                                               |
| Leir (60 años)                                                                                       |                                                                                        |                                                                                        |                                                                                        |                                                                                     |
| Cordelia (5 años)                                                                                    |                                                                                        |                                                                                        |                                                                                        |                                                                                     |
| Marganus I (al norte del estuario del Humber) y Cunedagius (al sur del estuario del Humber) (2 años) |                                                                                        |                                                                                        |                                                                                        |                                                                                     |
| Cunedagius (33 años)                                                                                 | Cunedagius (33 años)                                                                   | Cunedagius (33 años)                                                                   | Cunedagius (33 años)                                                                   | Isaías, Oseas, rey de Israel, Rómulo y Remo                                         |
| Rivallo                                                                                              |                                                                                        |                                                                                        |                                                                                        |                                                                                     |
| Gurgustius                                                                                           |                                                                                        |                                                                                        |                                                                                        |                                                                                     |
| Sisillius I                                                                                          |                                                                                        |                                                                                        |                                                                                        |                                                                                     |
| Jago                                                                                                 |                                                                                        |                                                                                        |                                                                                        |                                                                                     |
| Kimarcus                                                                                             |                                                                                        |                                                                                        |                                                                                        |                                                                                     |
| Gorboduc                                                                                             |                                                                                        |                                                                                        |                                                                                        |                                                                                     |
| Guerra entre Ferrex y Porrex I                                                                       |                                                                                        |                                                                                        |                                                                                        |                                                                                     |
| Guerra Civil; Bretaña dividida en cinco reinos de nombre desconocido                                 |                                                                                        |                                                                                        |                                                                                        |                                                                                     |
| Pinner                                                                                               | Staterius                                                                              | Rudaucus                                                                               | Cloten                                                                                 |                                                                                     |
| Pinner                                                                                               | Staterius                                                                              | Rudaucus                                                                               | Dunvallo Molmutius                                                                     |                                                                                     |
| Dunvallo Molmutius (40 años)                                                                         |                                                                                        |                                                                                        |                                                                                        |                                                                                     |
| Brennius (al norte del estuario del Humber) y Belinus (al sur del estuario del Humber)               | Brennius (al norte del estuario del Humber) y Belinus (al sur del estuario del Humber) | Brennius (al norte del estuario del Humber) y Belinus (al sur del estuario del Humber) | Brennius (al norte del estuario del Humber) y Belinus (al sur del estuario del Humber) | Batalla de Alia (387 a. C.)                                                         |
| Belinus                                                                                              |                                                                                        |                                                                                        |                                                                                        |                                                                                     |
| Gurguit Barbtruc                                                                                     | Gurguit Barbtruc                                                                       | Gurguit Barbtruc                                                                       | Gurguit Barbtruc                                                                       | Partholón véase Leabhar Ghabhála Érenn                                              |
| Guithelin                                                                                            |                                                                                        |                                                                                        |                                                                                        |                                                                                     |
| Marcia (regente)                                                                                     |                                                                                        |                                                                                        |                                                                                        |                                                                                     |
| Sisillius II                                                                                         |                                                                                        |                                                                                        |                                                                                        |                                                                                     |
| Kinarius                                                                                             |                                                                                        |                                                                                        |                                                                                        |                                                                                     |
| Danius                                                                                               |                                                                                        |                                                                                        |                                                                                        |                                                                                     |
| Morvidus                                                                                             |                                                                                        |                                                                                        |                                                                                        |                                                                                     |
| Gorbonianus                                                                                          |                                                                                        |                                                                                        |                                                                                        |                                                                                     |
| Archgallo                                                                                            |                                                                                        |                                                                                        |                                                                                        |                                                                                     |
| Elidurus (5 años)                                                                                    |                                                                                        |                                                                                        |                                                                                        |                                                                                     |
| Archgallo (restaurado en el trono) (10 años)                                                         |                                                                                        |                                                                                        |                                                                                        |                                                                                     |
| Elidurus (restaurado en el trono)                                                                    |                                                                                        |                                                                                        |                                                                                        |                                                                                     |
| Peredurus (al norte del estuario del Humber) e Ingenius (al sur del estuario del Humber) (7 años)    |                                                                                        |                                                                                        |                                                                                        |                                                                                     |
| Peredurus                                                                                            |                                                                                        |                                                                                        |                                                                                        |                                                                                     |
| Elidurus (restaurado en el trono)                                                                    |                                                                                        |                                                                                        |                                                                                        |                                                                                     |
| hijo de Gorbonianus de nombre desconocido                                                            |                                                                                        |                                                                                        |                                                                                        |                                                                                     |
| Marganus II                                                                                          |                                                                                        |                                                                                        |                                                                                        |                                                                                     |
| Enniaunus                                                                                            |                                                                                        |                                                                                        |                                                                                        |                                                                                     |
| Idvallo                                                                                              |                                                                                        |                                                                                        |                                                                                        |                                                                                     |
| Runo                                                                                                 |                                                                                        |                                                                                        |                                                                                        |                                                                                     |
| Gerennus                                                                                             |                                                                                        |                                                                                        |                                                                                        |                                                                                     |
| Catellus                                                                                             |                                                                                        |                                                                                        |                                                                                        |                                                                                     |
| Millus                                                                                               |                                                                                        |                                                                                        |                                                                                        |                                                                                     |
| Porrex II                                                                                            |                                                                                        |                                                                                        |                                                                                        |                                                                                     |
| Cherín                                                                                               |                                                                                        |                                                                                        |                                                                                        |                                                                                     |
| Fulgenius                                                                                            |                                                                                        |                                                                                        |                                                                                        |                                                                                     |
| Edadus                                                                                               |                                                                                        |                                                                                        |                                                                                        |                                                                                     |
| Andragius                                                                                            |                                                                                        |                                                                                        |                                                                                        |                                                                                     |
| Urianus                                                                                              |                                                                                        |                                                                                        |                                                                                        |                                                                                     |
| Eliud                                                                                                |                                                                                        |                                                                                        |                                                                                        |                                                                                     |
| Cledaucus                                                                                            |                                                                                        |                                                                                        |                                                                                        |                                                                                     |
| Clotenus                                                                                             |                                                                                        |                                                                                        |                                                                                        |                                                                                     |
| Gurgintius                                                                                           |                                                                                        |                                                                                        |                                                                                        |                                                                                     |
| Merianus                                                                                             |                                                                                        |                                                                                        |                                                                                        |                                                                                     |
| Bledudo                                                                                              |                                                                                        |                                                                                        |                                                                                        |                                                                                     |
| Cap                                                                                                  |                                                                                        |                                                                                        |                                                                                        |                                                                                     |
| Oenus                                                                                                |                                                                                        |                                                                                        |                                                                                        |                                                                                     |
| Sisillius III                                                                                        |                                                                                        |                                                                                        |                                                                                        |                                                                                     |
| Beldgabred                                                                                           |                                                                                        |                                                                                        |                                                                                        |                                                                                     |
| Archmail                                                                                             |                                                                                        |                                                                                        |                                                                                        |                                                                                     |
| Eldol                                                                                                |                                                                                        |                                                                                        |                                                                                        |                                                                                     |
| Redon                                                                                                |                                                                                        |                                                                                        |                                                                                        |                                                                                     |
| Redechius                                                                                            |                                                                                        |                                                                                        |                                                                                        |                                                                                     |
| Samuil Penessil (o Samuil, seguido por Penessil)                                                     |                                                                                        |                                                                                        |                                                                                        |                                                                                     |
| Pir                                                                                                  |                                                                                        |                                                                                        |                                                                                        |                                                                                     |
| Capoir                                                                                               |                                                                                        |                                                                                        |                                                                                        |                                                                                     |
| Digueillus                                                                                           |                                                                                        |                                                                                        |                                                                                        |                                                                                     |
| Heli (40 años)                                                                                       |                                                                                        |                                                                                        |                                                                                        |                                                                                     |
| Lud                                                                                                  |                                                                                        |                                                                                        |                                                                                        |                                                                                     |
| Casivelono                                                                                           | Casivelono                                                                             | Casivelono                                                                             | Casivelono                                                                             | Invasiones de Britania por César (55-54 a. C.)                                      |
| Tasciovano                                                                                           |                                                                                        |                                                                                        |                                                                                        |                                                                                     |
| Cunobelino                                                                                           | Cunobelino                                                                             | Cunobelino                                                                             | Cunobelino                                                                             | Augusto (30 a. C.-14 d. C.) Jesús de Nazaret (4 a. C.-33 d. C.) (véase Anno Domini) |
| Guiderius                                                                                            | Guiderius                                                                              | Guiderius                                                                              | Guiderius                                                                              | Claudio, conquista romana de Britania (43 d. C.)                                    |
| Arviragus                                                                                            | Arviragus                                                                              | Arviragus                                                                              | Arviragus                                                                              | Claudio, Vespasiano                                                                 |
| Mario de Britania                                                                                    |                                                                                        |                                                                                        |                                                                                        |                                                                                     |
| Coilus                                                                                               |                                                                                        |                                                                                        |                                                                                        |                                                                                     |
| Lucio de Britania (después de 156)                                                                   | Lucio de Britania (después de 156)                                                     | Lucio de Britania (después de 156)                                                     | Lucio de Britania (después de 156)                                                     | Papa Eleuterio (174-189)                                                            |
| interregno; guerra entre Septimio Severo y Sulgenio                                                  | interregno; guerra entre Septimio Severo y Sulgenio                                    | interregno; guerra entre Septimio Severo y Sulgenio                                    | interregno; guerra entre Septimio Severo y Sulgenio                                    | Septimio Severo (emperador romano entre 193-211)                                    |
| Marco Aurelio Antonino Basiano (Caracalla)                                                           | Marco Aurelio Antonino Basiano (Caracalla)                                             | Marco Aurelio Antonino Basiano (Caracalla)                                             | Marco Aurelio Antonino Basiano (Caracalla)                                             | Caracalla (emperador romano entre 211-217)                                          |
| Carausio                                                                                             | Carausio                                                                               | Carausio                                                                               | Carausio                                                                               | Revuelta carausiana (289-296)                                                       |
| Alecto                                                                                               | Alecto                                                                                 | Alecto                                                                                 | Alecto                                                                                 | Alecto asesinó a Carausio en 293                                                    |
| Asclepiodoto (10 años)                                                                               | Asclepiodoto (10 años)                                                                 | Asclepiodoto (10 años)                                                                 | Asclepiodoto (10 años)                                                                 | Asclepiodoto y Constancio Cloro retoman Bretaña en 296                              |
| Rey Cole / Coel Kyle (Escocia)                                                                       |                                                                                        |                                                                                        |                                                                                        |                                                                                     |
| Constancio (11 años)                                                                                 | Constancio (11 años)                                                                   | Constancio (11 años)                                                                   | Constancio (11 años)                                                                   | Constancio Cloro, emperador romano entre 293-306                                    |
| Constantino I                                                                                        | Constantino I                                                                          | Constantino I                                                                          | Constantino I                                                                          | Constantino I el Grande, emperador romano entre 306-337                             |
| Octavio de Britania                                                                                  |                                                                                        |                                                                                        |                                                                                        |                                                                                     |
| Trahern                                                                                              |                                                                                        |                                                                                        |                                                                                        |                                                                                     |
| Octavio de Britania (restaurado en el trono)                                                         |                                                                                        |                                                                                        |                                                                                        |                                                                                     |
| Maximiano                                                                                            | Maximiano                                                                              | Maximiano                                                                              | Maximiano                                                                              | Maximiano, autonombrado emperador romano 383-388                                    |
| Dionotus                                                                                             |                                                                                        |                                                                                        |                                                                                        |                                                                                     |
| Constantino III                                                                                      | Constantino III                                                                        | Constantino III                                                                        | Constantino III                                                                        | Constantino III, autonombrado emperador romano entre 407-411                        |
| Constante II                                                                                         | Constante II                                                                           | Constante II                                                                           | Constante II                                                                           | Constante II, autonombrado emperador romano entre 409-411                           |
| Vortigern                                                                                            |                                                                                        |                                                                                        |                                                                                        |                                                                                     |
| Vortimer                                                                                             | Vortimer                                                                               | Vortimer                                                                               | Vortimer                                                                               | Germán de Auxerre (378-448), Aylesford (455)                                        |
| Aurelio Ambrosio                                                                                     |                                                                                        |                                                                                        |                                                                                        |                                                                                     |
| Uther Pendragon                                                                                      |                                                                                        |                                                                                        |                                                                                        |                                                                                     |
| Arturo                                                                                               | Arturo                                                                                 | Arturo                                                                                 | Arturo                                                                                 | Batalla del Monte Badon, san Dubricio                                               |
| Constantino III de Britania                                                                          |                                                                                        |                                                                                        |                                                                                        |                                                                                     |
| Aurelio Conano (2 años)                                                                              | Aurelio Conano (2 años)                                                                | Aurelio Conano (2 años)                                                                | Aurelio Conano (2 años)                                                                | Aurelio Canino, siglo VI (rey de Reino de Gwynedd o Reino de Powys)                 |
| Vortiporius (4 años)                                                                                 | Vortiporius (4 años)                                                                   | Vortiporius (4 años)                                                                   | Vortiporius (4 años)                                                                   | Vortiporius, siglo VI (rey de Dyfed)                                                |
| Malgo                                                                                                | Malgo                                                                                  | Malgo                                                                                  | Malgo                                                                                  | Maelgwn Hir ap Cadwallon, siglo VI (rey del Reino de Gwynedd)                       |
| Keredic                                                                                              |                                                                                        |                                                                                        |                                                                                        |                                                                                     |
| Interregno; los sajones ocupan Inglaterra                                                            |                                                                                        |                                                                                        |                                                                                        |                                                                                     |
| Cadfan ap Iago                                                                                       | Cadfan ap Iago                                                                         | Cadfan ap Iago                                                                         | Cadfan ap Iago                                                                         | Cadfan ap Iago, siglos VI y VII (rey de Gwynedd)                                    |
| Cadwallon ap Cadfan                                                                                  | Cadwallon ap Cadfan                                                                    | Cadwallon ap Cadfan                                                                    | Cadwallon ap Cadfan                                                                    | Cadwallon ap Cadfan, siglo VII (rey de Gwynedd, d. 634)                             |
| Cadwaladr (d. 689 d. C.)                                                                             | Cadwaladr (d. 689 d. C.)                                                               | Cadwaladr (d. 689 d. C.)                                                               | Cadwaladr (d. 689 d. C.)                                                               | Cadwaladr, siglo VII (rey de Gwynedd)                                               |